# Jeremy Wotherspoon
Jeremy Wotherspoon, född 26 oktober 1976 i Humboldt, Saskatchewan, är en kanadensisk skridskoåkare. Han har ofta ansetts som en av de största någonsin genom tiderna. I december 2003 blev han världscupens mest framgångsrika åkare någonsin då han tog sin 49:e deltävlingsvinst.